# Ringier Bildarchiv
Das Ringier Bildarchiv (RBA) ist ein Sicherungs- und Evaluationsprojekt des Staatsarchivs Aargau. Es verfolgt das Ziel, die vormalige Ringier Dokumentation Bild (RDB) von einem Gebrauchsarchiv in ein historisches Archiv umzuwandeln. 

## Geschichte
Das Archiv der Ringier Dokumentation Bild entstand im Zusammenhang mit der verlegerischen Tätigkeit des Zofinger Medienunternehmens Ringier. Mit etwa sieben Millionen Bildern aus dem Zeitraum zwischen 1935 und 2000 ist es das grösste fotografische Bildarchiv der Schweiz in öffentlicher Hand. Neben dem eigentlichen Ringier-Bildbestand, der insbesondere im Zusammenhang mit den hauseigenen Zeitschriften und Zeitungen entstand, beherbergt die RDB zwei weitere Agenturbestände. Der eine geht auf den Sportjournalisten Arnold Theodor Pfister zurück, der 1937 den ATP Bilderdienst als eine der ersten Fotoagenturen der Schweiz ins Leben rief. Gleichzeitig mit dem Kauf des ATP-Archivs 1962 änderte der Ringier-Verlag, der bisher kein eigenes Bildarchiv gepflegt hatte, seine Strategie und begann, eine eigene Bildagentur aufzubauen. 1980 wurden die Bildarchive aus den verschiedenen Redaktionen zur Ringier Dokumentation Bild zusammengelegt. Das 1983 dazugekaufte Archiv der Omnia Reportagen ergänzte das junge Agenturarchiv mit Fotografien aus den zurückliegenden zwei Jahrzehnten.

## Übernahme des Archivs
Ende der 1990er Jahre wurde auf den Redaktionen die analoge Fotografie weitgehend durch die digitale Bildproduktion abgelöst. Aus diesem Grund entschloss sich Ringier das gesamte physische Archiv aufzugeben und fand im Staatsarchiv Aargau den gesuchten Partner. Das Staatsarchiv Aargau hat nun ein auf fünf Jahre geplantes Sicherungs- und Evaluationsprojekt lanciert, das den analogen Bildbestand zwischenzeitlich für die Nachwelt erhält, der Forschung und Kultur nach Möglichkeiten zur Verfügung stellt sowie dessen Nutzungs- und Vermittlungsmöglichkeiten evaluiert. Das Projekt wird durch einen Beitrag des Swisslos-Fonds finanziert.